# Charles N. Herreid

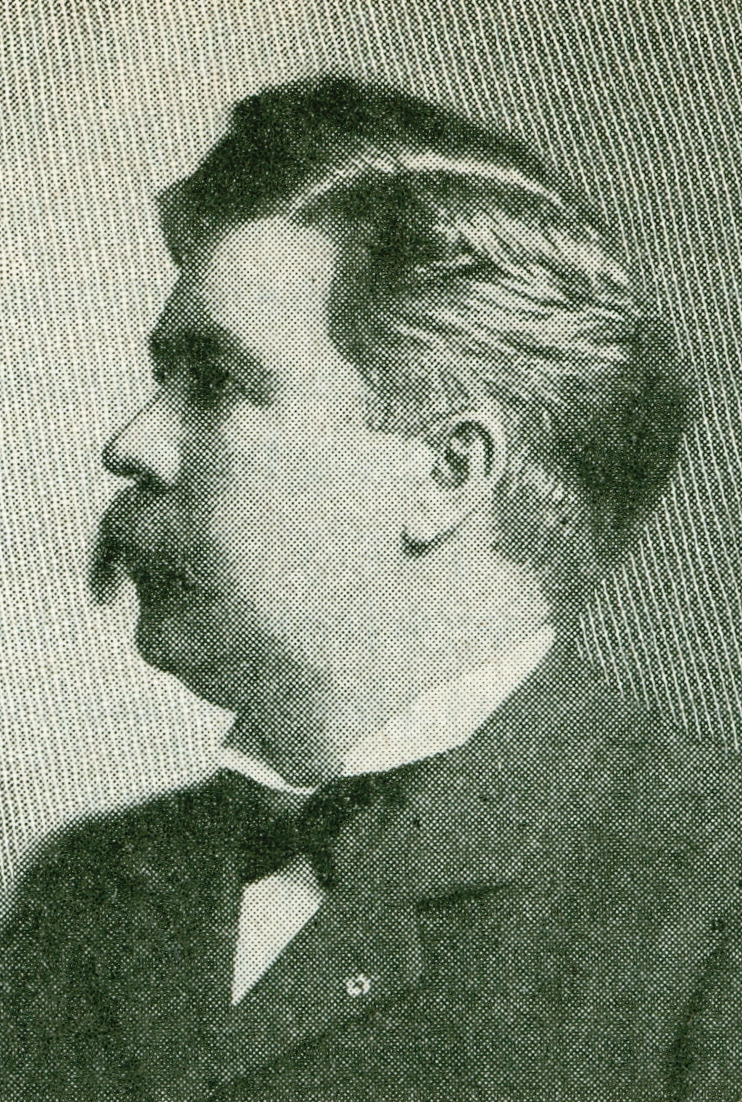
Charles N. Herreid

Charles Nelson Herreid (* 20. Oktober 1857 in Madison, Wisconsin; † 6. Juli 1928 in Aberdeen, South Dakota) war ein US-amerikanischer Politiker und von 1901 bis 1905 der vierte Gouverneur des Bundesstaates South Dakota.

## Frühe Jahre und politischer Aufstieg
Charles Herreid besuchte zwischen 1874 und 1878 die Galesville University und von 1880 bis 1882 die University of Wisconsin. Im Jahr 1882 kam er nach South Dakota, wo er im McPherson County als Richter tätig war. Als Mitglied der Republikanischen Partei war er zwischen 1892 und 1896 Vizegouverneur seines Staates und damit Stellvertreter von Gouverneur Charles H. Sheldon. Zwischen 1898 und 1900 war er Parteivorsitzender der Republikaner in South Dakota. Im Jahr 1900 wurde er zum neuen Gouverneur gewählt.

## Gouverneur von South Dakota
Herreid trat sein neues Amt am 8. Januar 1901 an. Nach einer Wiederwahl im Jahr 1902 konnte er es bis zum 3. Januar 1905 ausüben. Als Gouverneur setzte er sich für eine Reform des Strafrechts und eine Reduzierung der Eisenbahnfrachtgebühren ein. Darüber hinaus verbesserte er die Infrastruktur seines Staates, indem er den Straßenbau vorantrieb. Auch das Schulsystem wurde verbessert. Schließlich bemühte sich Herreid auch um eine Verbesserung der Versorgung der in Reservaten lebenden Indianer. Trotzdem wurde im Jahr 1904 die Rosebud Reservation aufgehoben und für weiße Siedler zugänglich gemacht. Im Vorfeld dieses Ereignisses gab es Unruhen, die von der Nationalgarde unterdrückt wurden. Ebenfalls im Jahr 1904 kam es zu einer lebhaften Debatte um den Sitz der Hauptstadt. Die Stadt Mitchell sollte nach dem Willen einiger Bürger Pierre in dieser Funktion ablösen, weil sie zentraler lag. In einer Volksabstimmung wurde dann Pierre als Hauptstadt bestätigt. Im folgenden Jahr wurde dann dort mit dem Bau eines Kapitols begonnen.

## Weiterer Lebenslauf
Nachdem Gouverneur Herreid auf eine dritte Kandidatur verzichtet hatte, zog er sich nach Ablauf seiner Amtszeit nach Aberdeen zurück, wo er als Rechtsanwalt praktizierte. Er wurde Präsident einer Versicherungsgesellschaft und einer Bank. Darüber hinaus war er im Auftrag der Bundesregierung für die Verwaltung der Lebensmittel in South Dakota zuständig (Federal Food Administrator) und war Kurator der University of Wisconsin. Schließlich war er auch noch im Roten Kreuz engagiert. Charles Herreid starb im Jahr 1928. Er war mit Jeanette Slye verheiratet, mit der er zwei Kinder hatte.